# David di Donatello du meilleur film étranger
Le Prix David di Donatello du meilleur film étranger est décerné par l'Académie du cinéma italien depuis 1972. Il succède au Prix David di Donatello de la meilleure production étrangère qui a été distribué entre 1956 et 1971.

## Palmarès

### Années 1950
- 1956 : La Belle et le Clochard de Clyde Geronimi, Wilfred Jackson et Hamilton Luske, ex æquo avec Les Grandes Manœuvres de René Clair
- 1957 : Richard III de Laurence Olivier, ex æquo avec Géant de George Stevens
- 1958 : Le Pont de la rivière Kwai de David Lean
- 1959 : Gigi de Vincente Minnelli

### Années 1960
- 1960 : non décerné
- 1961 : Ben-Hur de William Wyler
- 1962 : Jugement à Nuremberg de Stanley Kramer
- 1963 : Le Jour le plus long de Ken Annakin, Andrew Marton, Bernhard Wicki, Gerd Oswald et Darryl F. Zanuck
- 1964 : Lawrence d'Arabie de David Lean
- 1965 : My Fair Lady de George Cukor
- 1966 : L'Extase et l'Agonie de Carol Reed
- 1967 : Le Docteur Jivago de David Lean
- 1968 : Devine qui vient dîner... de Stanley Kramer
- 1969 : 2001, l'Odyssée de l'espace de Stanley Kubrick

### Années 1970
- 1970 : Le Lion en hiver, d'Anthony Harvey
- 1971 : La Fille de Ryan, de David Lean
- 1972 : French Connection, de William Friedkin
- 1973 : Le Parrain, de Francis Ford Coppola
- 1974 : Jésus Christ Superstar, de Norman Jewison
- 1975 : La Tour infernale, de Irwin Allen
- 1976 : Nashville, de Robert Altman
- 1977 : Marathon Man, de John Schlesinger
- 1978 : Rencontres du troisième type, de Steven Spielberg
- 1979 : L'Arbre du désir, de Tenguiz Abouladzé

### Années 1980
- 1980 : Kramer contre Kramer, de Robert Benton
- 1981 : non décerné
- 1982 : Mephisto, de István Szabó
- 1983 : Gandhi, de Richard Attenborough
- 1984 : Fanny et Alexandre, de Ingmar Bergman
- 1985 : Amadeus, de Miloš Forman
- 1986 : Out of Africa, directed by Sydney Pollack
- 1987 : Chambre avec vue, de James Ivory
- 1988 : Au revoir les enfants, de Louis Malle
- 1989 : Rain Man, de Barry Levinson

### Années 1990
- 1990 : Le Cercle des poètes disparus, de Peter Weir
- 1991 :  Cyrano de Bergerac, de Jean-Paul Rappeneau, ex aequo avec Hamlet, de Franco Zeffirelli
- 1992 : Epouses et concubines, de Zhang Yimou
- 1993 : Un cœur en hiver, de Claude Sautet
- 1994 : Au nom du père, de Jim Sheridan
- 1995 : Pulp Fiction, de Quentin Tarantino
- 1996 : Nelly et Monsieur Arnaud, de Claude Sautet
- 1997 : Ridicule, de Patrice Leconte
- 1998 : The Full Monty, de Peter Cattaneo
  - Amistad, de Steven Spielberg
  - Le Voleur et l'Enfant, de Pavel Tchoukhraï
- 1999 : Train de vie, de Radu Mihaileanu
  - Shakespeare in Love, de John Madden
  - Central do Brasil, de Walter Salles

### Années 2000
- 2000 : Tout sur ma mère, de Pedro Almodóvar
  - American Beauty, de Sam Mendes
  - Fish and chips, de Damien O'Donnell

- 2001 :Le Goût des autres, de Agnès Jaoui
  - Billy Elliot, de Stephen Daldry
  - Le Chocolat, de Lasse Hallström
  - In the Mood for Love, de Wong Kar-wai

- 2002 : The Barber, de Joel et Ethan Coen
  - Le Fabuleux Destin d'Amélie Poulain, de Jean-Pierre Jeunet
  - No Man's Land, de Danis Tanović

- 2003 : Le Pianiste, de Roman Polanski
  - Chicago, de Rob Marshall
  - Parle avec elle, de Pedro Almodóvar
  - The Hours, de Stephen Daldry
  - L'homme du train, de Patrice Leconte

- 2004 : Les Invasions barbares, de Denys Arcand
  - Big Fish, de Tim Burton
  - Lost in Translation, de Sofia Coppola
  - Master and Commander: De l'autre côté du monde, de Peter Weir
  - Mystic River, de Clint Eastwood

- 2005 : Million Dollar Baby, de Clint Eastwood
  - 2046, de Wong Kar-wai
  - Locataires, de Kim Ki-duk
  - Hôtel Rwanda, de Terry George
  - Ray, de Taylor Hackford

- 2006 : Collision, de Paul Haggis
  - A History of Violence, de David Cronenberg
  - Good Night and Good Luck, de George Clooney
  - Le Secret de Brokeback Mountain, de Ang Lee
  - Mon nom est Tsotsi, de Gavin Hood

- 2007 : Babel, de Alejandro González Iñárritu
  - Lettres d'Iwo Jima, de Clint Eastwood
  - Little Miss Sunshine, de Jonathan Dayton et Valerie Faris
  - À la recherche du bonheur, de Gabriele Muccino
  - Les Infiltrés, de Martin Scorsese

- 2008 : No Country for Old Men, de Joel et Ethan Coen
  - Across the Universe, de Julie Taymor
  - Into the Wild, de Sean Penn
  - Dans la vallée d'Elah, de Paul Haggis
  - There Will Be Blood, de Paul Thomas Anderson

- 2009 :  Gran Torino, de Clint Eastwood
  - Harvey Milk, de Gus Van Sant
  - The Visitor, de Thomas McCarthy
  - The Wrestler, de Darren Aronofsky
  - WALL-E, de Andrew Stanton

### Années 2010
- 2010 :  Inglourious Basterds, de Quentin Tarantino
  - A Serious Man, de Joel et Ethan Coen
  - Avatar, de James Cameron
  - Invictus, de Clint Eastwood
  - In the Air, de Jason Reitman

- 2011 :  Au-delà, de Clint Eastwood
  - Black Swan, de Darren Aronofsky
  - Inception, de Christopher Nolan
  - Incendies, de Denis Villeneuve
  - The Social Network, de David Fincher

- 2012 :  Une séparation, de Asghar Farhadi
  - Drive, de Nicolas Winding Refn
  - Hugo Cabret, de Martin Scorsese
  - Les Marches du pouvoir, de George Clooney
  - The Tree of Life, de Terrence Malick

- 2013 :  Django Unchained, de Quentin Tarantino
  - Argo, de Ben Affleck
  - Happiness Therapy, de David O. Russell
  - Lincoln, de Steven Spielberg
  - L'Odyssée de Pi, de Ang Lee

- 2014 : The Grand Budapest Hotel, de Wes Anderson
  - Twelve Years a Slave, de Steve McQueen
  - American Bluff,  de David O. Russell
  - Blue Jasmine, de Woody Allen
  - Le Loup de Wall Street, de Martin Scorsese

- 2015 : Birdman de Alejandro González Iñárritu
- 2016 : Le Pont des espions de Steven Spielberg
- 2017 : Animali notturni (Nocturnal Animals) de Tom Ford
- 2018 : Dunkerque (Dunkirk) de Christopher Nolan
- 2019 : Roma de Alfonso Cuarón

### Années 2020
- 2020 : Parasite de Bong Joon-ho
- 2021 : 1917 de Sam Mendes
- 2022 : Belfast de Kenneth Branagh
- 2023 : The Fabelmans de Steven Spielberg